# Terra redonda

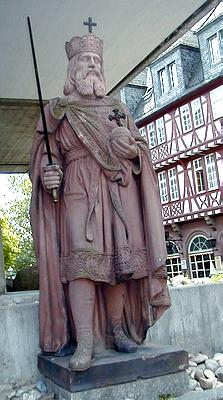
Carlos Magno segurando um globo, símbolo do seu poder temporal.‎

A noção de que a Terra é redonda indica que o formato do globo terrestre é esférico, em oposição a ideia da Terra plana. O paradigma da Terra esférica apareceu na filosofia grega no século VI a.C. com Pitágoras, embora a maioria dos filósofos pré-socráticos defendesse o modelo de Terra plana. Aristóteles aceitava a esfericidade da Terra por bases empíricas em 330 a.C. e o conhecimento sobre a Terra redonda gradualmente começou a se espalhar pelo mundo helenístico.
A noção de que durante a Idade Média haveria uma "crença na Terra plana" foi forjada no século XVIII, e ainda é uma visão popular entre não especialistas. Por outro lado, medievalistas e historiadores da ciência atualmente concordam que essa é uma concepção falsa. Em suma, os poucos autores ocidentais do mundo antigo ou medieval que comprovadamente combateram a esfericidade da Terra foram exceção, eles eram geralmente ignorados ou tratados com pouca seriedade nos círculos intelectuais de sua época.

Outro dado relevante se refere à menção Bíblica, a qual parece revelar por meio do profeta Isaías: "É Ele quem está sentado sobre o círculo da Terra, cujos moradores são para Ele como um gafanhoto..." (Isaías 40.22). A palavra círculo, no texto, é a palavra hebraica hug (חוג), que significa círculo ou redondo, no hebraico antigo, e no hebraico moderno, compasso ou circuito. Se os linguistas e teólogos decidirem-se a respeito, pode-se encontrar aqui a  mais antiga referência à esfericidade da Terra (740 a.C.); contudo, enquanto prosseguem na divisão entre o significado pleno e mais adequado do texto, se o sentido teria a ver com a esfericidade ou com um disco circular, prossegue nas mãos gregas as dádivas desta afirmação. 